# مارسلين فالمور

مارسلين دى بورد فالمور (بالفرنسية: Marceline Desbordes-Valmore)‏، شاعرة الحب والبكاء، ولدت في 20 يونيو 1786م وتوفيت في 23 يوليو 1859م.
زخرت حياتها بالمحن والشقاء فهى لم تدخل المدرسة الا بعد 10 سنوات وهذا السبب في اخطائها الاملائية العديدة، توفيت ابنتها وهي في سن المراهقة بالسل وتوفت ابنتها الأخرى في الثلاثين من عمرها وتوفى ابنها أيضا وتموت بنت بنتها الوحيدة التي عمرها 6 شهور وتموت والدتها قبل أن تتزوج مارسلين وتموت صديقتها المفضلة مدام ريكامييه
كانت مارسلين فالمور متواضعة جدا ولا ترغب في أن يمدحها أحد وتقول انها لا تستحق المدح وكانت شاعرة عظيمة وقد اعترف لامارتين وفيرلين وبيف بذلك لدرجة ان سانت بيف كان يقول انها ليست شاعرة بل الشعر نفسه وصعد بالزاك بالرغم من بدانته المائة وثلاثين درجة ليعبر لها عن اعجابه. توفيت وحيدة في مسكنها المتواضع بشارع ريفولى ولم يكن معها أحد وهي تلفظ أنفاسها الأخيرة.

## روابط خارجية
- مارسلين فالمور على موقع الموسوعة البريطانية (الإنجليزية)
- مارسلين فالمور على موقع ميوزك برينز (الإنجليزية)
- مارسلين فالمور على موقع ديسكوغز (الإنجليزية)